# Chelsea Girl (album)
Chelsea Girl je první sólové studiové album německé zpěvačky Nico, vydané v říjnu 1967 u vydavatelství Verve Records. Jeho producentem byl Tom Wilson a o zvuk se staral Gerry Kellgren. Nico před a během nahrávání alba spolupracovala se skupinou The Velvet Underground, a tak se někteří členové této skupiny podíleli také na tomto albu. Na rozdíl od jejích pozdějších alb Nico není samostatnou autorkou žádné z deseti písní na albu; některé pro ni napsali členové The Velvet Underground, jiné různí folkoví písničkáři, jako například Jackson Browne či Tim Hardin. Zpěvaččiným pozdějším albům se debut nepodobá ani stylově, neboť obsahuje folkové písně. Sama zpěvačka později toto album označovala za své vůbec nejhorší, což dávala za vinu angažování fléten.

## Před vydáním
Nico začala pořádat vlastní koncerty již během spolupráce se skupinou The Velvet Underground na počátku roku 1967. Hrála většinu dní od února do dubna pouze v newyorském klubu Dom, kde ji střídavě doprovázeli hráči na kytaru Lou Reed, John Cale, Sterling Morrison, Jackson Browne, Tim Hardin, Tim Buckley, Steve Noonan a také Ramblin' Jack Elliott. Samotné nahrávání zpěvaččina debutového alba Chelsea Girl bylo zahájeno v dubnu 1967 v newyorském studiu Mayfair Sound Studios poté, co nahrávací společnost Verve Records odsouhlasila zaplacení poplatků za užití nahrávacího studia. Produkce se ujal Tom Wilson, který již dříve spolupracoval se skupinou The Velvet Underground, a o zvuk se staral Gerry Kellgren.

## Vydání
Název Chelsea Girl pochází z názvu filmu Chelsea Girls (1966) režiséra Andyho Warhola. Tento film byl natáčen v newyorském hotelu Chelsea a vystupovala v něm i Nico. Album vyšlo v říjnu 1967 pod hlavičkou hudebního vydavatelství Verve Records. Nejprve na vinylové LP desce pouze ve Spojených státech amerických, ale o čtyři roky později (od října 1971) se distribuovalo i ve Spojeném království. Na obalu alba je barevná fotografie Nico od Paula Morrisseye a v pozadí se nachází její černobílá fotografie od Billyho Namea. V levém horním rohu je velkými písmeny napsáno „Nico: Chelsea Girl“. V roce 1988 album vyšlo v reedici na CD. O 24 let později (roku 2012) se navíc stalo součástí reedice alba The Velvet Underground & Nico.

## Skladby
Album otevírá čtyřminutová píseň „The Fairest of the Seasons“, kterou spolu s Jacksonem Brownem napsal Gregory Copeland. Následuje „These Days“, jejímž autorem je Browne; tuto píseň v pozdějších letech nahrál například Gregg Allman či zpěvačka Jennifer Warnes. Na třetí pozici se nachází tří a čtvrt minutová „Little Sister“ z pera Johna Calea a Lou Reeda, kterou následuje Caleova „Winter Song“. Nejdelším a nejvíce experimentálním počinem na albu je „It Was a Pleasure Then“, osmiminutová skladba, která se jako jediná z alba podobá tvorbě, již Nico představovala v pozdějších letech. Více než sedmiminutová skladba „Chelsea Girls“ se smutnou melodií pochází z dílny Lou Reeda a Sterlinga Morrisona; původně byla napsána pro stejnojmenný film, ale nakonec v něm použita nebyla.
Na sedmém místě je „I'll Keep It with Mine“, kterou pro Nico několik let před tímto albem napsal písničkář Bob Dylan. V písni jsou vedle kytary a hlasu Nico slyšet také jednoduché smyčcové vyhrávky. Další píseň – dvouminutovou „Somewhere There's a Feather“ – pro Nico napsal Jackson Browne. Předposlední, devátá píseň „Wrap Your Troubles in Dreams“ pochází z repertoáru The Velvet Underground (autorem je Lou Reed) a skupina ji poprvé nahrála již v roce 1965. Celé album uzavírá skladba „Eulogy to Lenny Bruce“, věnovaná komiku Lennymu Bruceovi, jehož Nico označovala za „jednoho ze svých oblíbených lidí.“ Autorem této písně je Tim Hardin, a Nico je při jejím zpěvu doprovázena pouze kytarou, tedy žádnými orchestrálními zvuky.

## Kritika
Podle zdrojů společnosti MGM Records se alba od vydání do února 1969 prodalo pouze necelých 500 kusů. Navíc se v době svého vydání dočkalo jen velmi malého množství recenzí. Například deník Los Angeles Times jej označil za „mdle krásnou kolekci milých písniček od skvělých autorů“, přičemž jeho kritik dodal, že by „bylo lepší, kdyby milí byli ti autoři a skvělé ty písničky“. V britských hudebních časopisech New Musical Express a Melody Maker byla Nico přirovnána k Joan Baez, respektive Marianne Faithfull.
V novějších recenzích, například v časopisu Rolling Stone v recenzi z roku 2002, jej Jenny Eliscu označila za „věc podivné krásy a prostoty“. Kritik Lindsay Planer album ve své recenzi pro webovou stránku Allmusic označil za „nekvalifikované mistrovské dílo.“ Anglický zpěvák Morrissey, člen skupiny The Smiths a později sólový umělec, album označil za jedno ze svých nejoblíbenějších.
Sama zpěvačka později toto album označovala za své vůbec nejhorší, hlavním důvodem podle ní bylo angažování fléten.

## Seznam skladeb
| Strana 1 (LP) | Strana 1 (LP)              | Strana 1 (LP)                    | Strana 1 (LP) |
| Pořadí        | Název                      | Autor                            | Délka         |
| ------------- | -------------------------- | -------------------------------- | ------------- |
| 1.            | The Fairest of the Seasons | Jackson Browne, Gregory Copeland | 4:06          |
| 2.            | These Days                 | Browne                           | 3:30          |
| 3.            | Little Sister              | John Cale, Lou Reed              | 4:22          |
| 4.            | Winter Song                | Cale                             | 3:17          |
| 5.            | It Was a Pleasure Then     | Nico, Reed, Cale                 | 8:02          |

| Strana 2 (LP)  | Strana 2 (LP)                | Strana 2 (LP)           | Strana 2 (LP) |
| Pořadí         | Název                        | Autor                   | Délka         |
| -------------- | ---------------------------- | ----------------------- | ------------- |
| 6.             | Chelsea Girls                | Reed, Sterling Morrison | 7:22          |
| 7.             | I'll Keep It with Mine       | Bob Dylan               | 3:17          |
| 8.             | Somewhere There's a Feather  | Browne                  | 2:16          |
| 9.             | Wrap Your Troubles in Dreams | Reed                    | 5:07          |
| 10.            | Eulogy to Lenny Bruce        | Tim Hardin              | 3:45          |
| Celková délka: | Celková délka:               | Celková délka:          | 45:04         |

## Obsazení
Hudebníci
- Nico – zpěv
- Jackson Browne – kytara
- Lou Reed – kytara

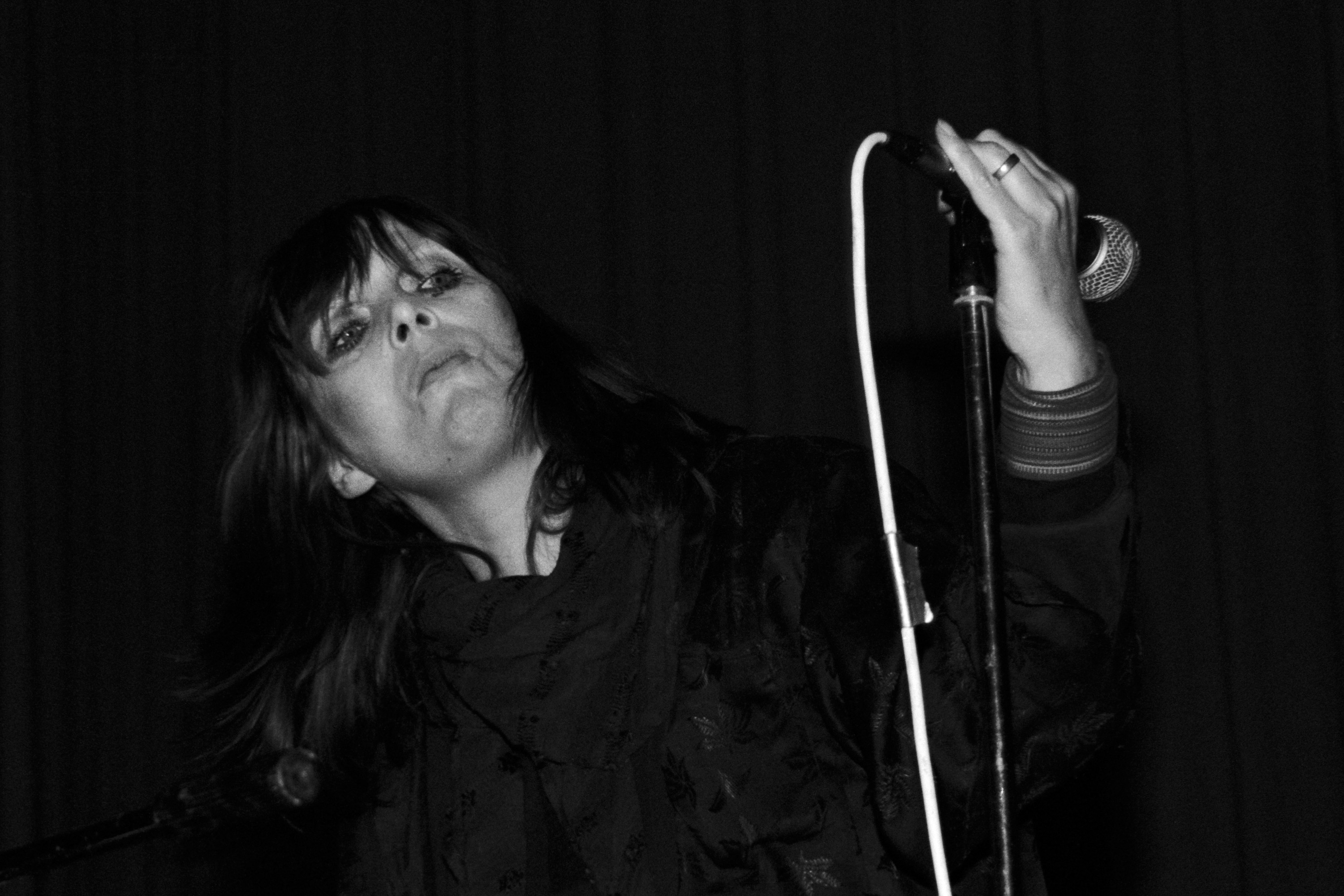
Nico v roce 1985

- John Cale – viola, varhany, kytara
- Sterling Morrison – kytara
- neznámá osoba – flétna

Technická podpora
- Tom Wilson – producent
- Gerry Kellgren – nahrávací technik
- Larry Fallon – aranžmá smyčců a fléten, dirigent
- Paul Morrissey – fotografie
- Pat Patterson – poznámky na zadním obalu alba